# Postojna (stacja kolejowa)
Postojna – stacja kolejowa położona w Postojnie, w Słowenii. Znajduje się na głównej linii kolejowej Lublana-Triest, we Włoszech. Jest obsługiwana przez Slovenske železnice.
| Postojna               |  |                                 |
| Linia Lublana - Sežana |  |                                 |
| Rakek                  |  | Prestranek odległość: 66,009 km |